# Кавеца I (Кјети)
Кавеца I (итал. Cavezza I) је насеље у Италији у округу Кјети, региону Абруцо.
Према процени из 2011. у насељу је живело 35 становника. Насеље се налази на надморској висини од 99 м.